# Open Season
Open Season (bra: O Bicho Vai Pegar; prt: Boog & Elliot Vão à Caça) é um filme de animação, comédia e aventura norte-americano de 2006, dirigido por Roger Allers e Jill Culton e roteirizado por Steve Bencich e Ron J. Friedman. Open Season foi o primeiro filme produzido pela Sony Pictures Animation. Foi lançado nos cinemas pela Columbia Pictures em 29 de setembro de 2006.  Também foi lançado no formato IMAX 3D.
Apesar de receber críticas mistas dos críticos de cinema, o filme foi bem recebido pelo público e foi um sucesso de bilheteria, arrecadando US$ 200,8 milhões em um orçamento de US$ 85 milhões e gerou um videogame e mais três sequências, lançadas diretamente em DVD: O Bicho Vai Pegar 2 (2008), O Bicho Vai Pegar 3 (2010), e O Bicho Vai Pegar 4 (2016).
Conta como dubladores do filme, Martin Lawrence, Ashton Kutcher,Debra Messing, Jane Kragoviki nos papéis principais. Enquanto, Gary Sinise dubla o vilão.

## Enredo
Em Timberline (uma cidadezinha fictícia no estado de Oregon), vive um urso pardo de 408 kg chamado Boog, que só quer saber de aproveitar sua vida completamente mordomizada pela dona Beth, uma bela e simpática guarda-florestal. Os dois são famosos em Timberline, onde se apresentam em seus shows de comédia para a população local, e durante a noite Boog tem a garagem toda só para ele. Certo dia, depois de um de seus shows, Beth acaba por descobrir que seu inimigo, o caçador Shaw, já havia começado a caçar  antes da temporada começar. Enquanto isso, Boog conhece o azarado Elliot, um cervo que Shaw tinha pegado e colocado na capota de seu carro. Boog ajuda Elliot a fugir e este acha que virou amigo do urso.
Graças a uma confusão causada por Elliot, Beth é aconselhada a deixar Boog na floresta, acima das cachoeiras, onde estará a salvo dos caçadores. Ao acordar e perceber que não está mais em casa, Boog fica desesperado. Agora, sem as mordomias a qual estava acostumado e com o falante Elliot em seu pé, Boog terá de aprender a sobreviver na floresta, junto com vários outros animais. Pra piorar a situação, o malvado e louco Shaw acredita que os animais estejam "conspirando" contra os humanos e por isso está decidido a capturar seus maiores desafetos (Boog e Elliot) de qualquer forma!

## Elenco
- Martin Lawrence como Boog, um urso pardo de 900 libras (408 kg), domesticado e pouco acostumado a vida selvagem. No Brasil, Mauro Ramos.
- Ashton Kutcher como Elliot, um cervo-mula hiperativo e desajeitado, mas rápido, que teve seu chifre quebrado pela caminhonete de Shaw. No Brasil, Paulo Vignolo.
- Gary Sinise como Shaw, o caçador mais cruel e desajustado de Timberline e arqui-rival de Beth. No Brasil, Luiz Carlos Persy.
- Debra Messing como Beth, uma guarda florestal que criou Boog desde filhote. No Brasil, Miriam Ficher.
- Billy Connolly como McSquizzy, um velho esquilo-cinzento rabugento e esquentando de sotaque escocês. No Brasil, Mário Monjardim.
- Jon Favreau como Reilly, um castor norte-americano que trabalha duro. No Brasil, Renato Rosenberg.
- Georgia Engel como Bobbie, uma mulher otimista, mas tagarela, dona do Sr. Salsicha. No Brasil, Sheila Dorfman. 
  - O marido de Bobbie, Bob, não fala.
- Jane Krakowski como Giselle, uma linda corça de veado-mula, assistente de Ian e interesse amoroso de Elliot. No Brasil, Iara Riça.
- Gordon Tootoosis como Gordy, xerife de Timberline e amigo de Beth. No Brasil, Hamilton Ricardo.
- Patrick Warburton como Ian, um veado-mula espirituoso e o líder alfa de seu rebanho. No Brasil, Guilherme Briggs.
- Cody Cameron como Salsicha (Mr. Weenie no original), o dachshund alemão acentuado e doméstico de Bob e Bobbie. No Brasil, Júlio Chaves.
- Danny Mann como Serge, um pato-real com sotaque francês. No Brasil, Alexandre Moreno.
- Maddie Taylor como Deni, um pato mudo, um tanto louco e corajoso e irmão de Serge. No Brasil, Manolo Rey.
  - Buddy, um porco-espinho azul da América do Norte que procura amigos. No Brasil, Guilherme Briggs.
- Nika Futterman como Rosie, uma gambá listrada de sotaque mexicano. No Brasil, Marisa Leal.
- Michelle Murdocca como Maria, uma gambá listrada que é gêmea idêntica de Rosie. No Brasil, Mabel Cezar.
- Fergal Reilly como O'Toole, um castor norte-americano e um dos empregados de Reilly. No Brasil, Sérgio Stern como Tião.

## Produção
A ideia de O Bicho Vai Pegar veio do cartunista Steve Moore, conhecido por sua história em quadrinhos In the Bleachers. Moore e o produtor John Carls enviaram a história para a Sony em junho de 2002, e o filme foi imediatamente colocado em desenvolvimento. Em 29 de fevereiro de 2004, a Sony Pictures Animation anunciou o início da produção de Open Season, seu primeiro filme de animação digital.
A equipe de animação da Sony desenvolveu uma ferramenta digital chamada Shapers que permitiu aos animadores remodelar os modelos dos personagens em poses e silhuetas mais fortes e distorções sutis como squash, stretch e smears, típicas da animação tradicional.

## Recepção

### Resposta da crítica
No site agregador de críticas Rotten Tomatoes, o filme tem uma taxa de aprovação de 48% com base em 101 críticas com uma classificação média de 5,4/10. O consenso crítico do site diz: "O Bicho Vai Pegar é uma paleta clichê de piadas cansadas e travessuras de animais em animação digital que foram vistas várias vezes neste ano cinematográfico.'' No Metacritic, o filme mantém uma pontuação de 49% em 100, com base em 18 críticos, indicando "revisões mista''.

### Bilheteria
O filme estreou em primeiro lugar com US$ 23 milhões em seu fim de semana de abertura. O Bicho Vai Pegar arrecadou US$ 85,1 milhões nos Estados Unidos e US$ 112,2 milhões em países estrangeiros, arrecadando US$ 200,8 milhões mundialmente.
O filme estreou no Reino Unido em 13 de outubro de 2006 e estreou na terceira posição, atrás de The Departed e The Devil Wears Prada.

### Prêmios
O filme foi indicado a seis prêmios Annie, incluindo Melhor filme de animação (perdeu para Carros), Melhores efeitos animados, Melhor design de personagem em uma produção de longa-metragem, Melhor design de produção em uma longa-metragem e Melhor Storyboard em uma longa-metragem.

## Home media
Open Season foi lançado em VHS, DVD, Blu-ray e UMD Video em 30 de janeiro de 2007. Inclui um curta de animação chamado Boog e Elliot's Midnight Bun Run. O filme foi lançado posteriormente em Blu-ray 3D em 16 de novembro de 2010.

## Video Game
Um jogo de videogame baseado no filme foi lançado em 18 de setembro de 2006, para PlayStation 2, Xbox, Xbox 360, Nintendo DS, Nintendo Gamecube, Game Boy Advance, PlayStation Portable, e Microsoft Windows. Para Wii, que foi lançado em 19 de novembro de 2006, juntamente com o lançamento do console.

## Sequências
Suas sequencias foram lançadas diretamente em DVD: O Bicho Vai Pegar 2 (2009), O Bicho Vai Pegar 3 (2011), e O Bicho Vai Pegar 4 (2016).

## Ligações-externas
. no IMDb. 